# Synaptolaemus latofasciatus
Synaptolaemus latofasciatus és una espècie de peix pertanyent a la família dels anostòmids i a l'ordre dels caraciformes.

## Etimologia
Latofasciatus prové dels mots llatins latus (ample) i fasciatus (amb bandes).

## Descripció
Fa 9,4 cm de llargària màxima. Hi ha certes diferències en la seua morfologia (especialment, pel que fa al musell i la coloració) segons l'àrea geogràfica de procedència.

## Reproducció
És externa i té lloc en àrees densament poblades per vegetació aquàtica.

## Alimentació
En estat salvatge, és possible que sigui un omnívor que es nodreixi d'algues, invertebrats i detritus orgànics.

## Hàbitat i distribució geogràfica
És un peix d'aigua dolça, pelàgic i de clima tropical, el qual viu a Sud-amèrica: la conca superior del riu Orinoco a Veneçuela, el canal del Casiquiare i els rius Negro, Madeira, Trombetas, Xingu i Tapajós.

## Observacions
És inofensiu per als humans i el seu índex de vulnerabilitat és baix (14 of 100).